# Midland (Washington)
Midland és una concentració de població designada pel cens dels Estats Units a l'Estat de Washington. Segons el cens del 2000 tenia 7.414 habitants.

## Demografia
Segons el cens del 2000, Midland tenia 7.414 habitants, 2.841 habitatges, i 1.929 famílies. La densitat de població era de 944,7 habitants per km².
Dels 2.841 habitatges en un 36,2% hi vivien nens de menys de 18 anys, en un 43,4% hi vivien parelles casades, en un 18,2% dones solteres, i en un 32,1% no eren unitats familiars. En el 25% dels habitatges hi vivien persones soles el 8,7% de les quals corresponia a persones de 65 anys o més que vivien soles. El nombre mitjà de persones vivint en cada habitatge era de 2,61 i el nombre mitjà de persones que vivien en cada família era de 3,09.
Per edats la població es repartia de la següent manera: un 28,9% tenia menys de 18 anys, un 10% entre 18 i 24, un 30,3% entre 25 i 44, un 19,4% de 45 a 60 i un 11,4% 65 anys o més.
L'edat mediana era de 33 anys. Per cada 100 dones de 18 o més anys hi havia 90,6 homes.
La renda mediana per habitatge era de 34.817 $ i la renda mediana per família de 38.071 $. Els homes tenien una renda mediana de 32.272 $ mentre que les dones 25.563 $. La renda per capita de la població era de 16.815 $. Aproximadament el 13,2% de les famílies i el 15,5% de la població estaven per davall del llindar de pobresa.

## Poblacions properes
El següent diagrama mostra les poblacions més properes.